# Jihočeský krajský přebor 1970/1971
V soubojích fotbalového Jihočeského krajského přeboru 1970/71 se utkalo 14 týmů dvoukolovým systémem podzim - jaro. Tento ročník skončil v červnu 1971. 

## Výsledná tabulka
Zdroj: 
| Poř. | Tým                            | Z  | V  | R  | P  | VG | OG | B  |
| ---- | ------------------------------ | -- | -- | -- | -- | -- | -- | -- |
| 1.   | TJ Spartak Pelhřimov           | 26 | 16 | 7  | 3  | 80 | 18 | 39 |
| 2.   | TJ Fezko Strakonice            | 26 | 13 | 9  | 4  | 52 | 28 | 35 |
| 3.   | TJ IGLA České Budějovice       | 26 | 15 | 5  | 6  | 41 | 23 | 35 |
| 4.   | TJ Spartak Milevsko            | 26 | 13 | 5  | 8  | 35 | 20 | 31 |
| 5.   | TJ Jiskra Humpolec             | 26 | 13 | 5  | 8  | 45 | 36 | 31 |
| 6.   | TJ Spartak Soběslav            | 26 | 9  | 11 | 6  | 47 | 40 | 29 |
| 7.   | TJ Spartak Písek               | 26 | 12 | 3  | 11 | 37 | 32 | 27 |
| 8.   | TJ Tatran Prachatice           | 26 | 12 | 3  | 11 | 43 | 42 | 27 |
| 9.   | VTJ Dukla České Budějovice     | 26 | 8  | 8  | 10 | 32 | 40 | 24 |
| 10.  | TJ Otavan Třeboň               | 26 | 9  | 5  | 12 | 23 | 37 | 23 |
| 11.  | VTJ Dukla Volary               | 26 | 8  | 6  | 12 | 43 | 59 | 22 |
| 12.  | TJ Tatran Hluboká nad Vltavou  | 26 | 5  | 5  | 16 | 24 | 43 | 15 |
| 13.  | TJ Lokomotiva České Budějovice | 26 | 3  | 7  | 16 | 22 | 53 | 13 |
| 14.  | TJ Dynamo Vodňany              | 26 | 5  | 3  | 18 | 27 | 68 | 13 |

Poznámky:
- Z = Odehrané zápasy; V = Vítězství; R = Remízy; P = Prohry; VG = Vstřelené góly; OG = Obdržené góly; B = Body

|  | Postup do Divize A 1971/72             |
|  | Sestup do příslušné I. A třídy 1971/72 |